# Евриал (лек крайцер, 1939)
Евриал (на английски: HMS Euryalus (42), от на английски: Euryalus – „Евриал“) е лек крайцер на Британския Кралски флот, от времето на Втората световна война. Един от 11 крайцера на типа „Дидо“.
Поръчан е по програмата от 1936 г. на 21 март 1937 г. и е заложен в корабостроителницата Hawthorn Leslie & Co, в Чатъм на 21 октомври 1937 г. Крайцерът е спуснат на вода на 6 юни 1939 г., ставайки петият кораб носещ това име в британския флот от 1803 г. Влиза в строй на 30 юни 1941 г.
Девизът на кораба звучи така: „Bold in all things – Смел във всичко“

## История на службата
С края на постройката, крайцерът, от 30 юни 1941 г., в съпровождение на разрушителя Worcester пристъпва към изпитанията. Кораъта е предназначен за служба в Средиземно море. През юли, след края на изпитанията, преминава в Скапа Флоу и пристъпва към службата заедно с корабите на Home Fleet. През август, крайцерът влиза за ремонт за замяна на повредени винтове и усилване на зенитното въоръжение. Заменени са четиристоволните картечници „Викерс“ с пет единични „Ерликона“. По това време крайцерът е определен в състава на ескорта на войсковия конвой WS11X, част от конвоя WS11, плаващ за Гибралтар. През септември той взема на борда си 300 души от състава на наземния персонал на RAF и на 17 септември се присъединява към състава на силите за прикритие на конвоя.

### Операция „Алебарда“
С пристигането на конвоя в Средиземно море, провеждането по последното се превръща в операция „Алебарда“. На 24 септември „Юриалес“ съвместно с крайцерите Kenya, Edinburgh, Sheffield и Hermione с прикритието на разрушителите Cossack, Zulu, Foresight, Forester, Farndale, Heythrop, Oribi, Laforey и Lighting сформира Съединение „X“, изпълняващо ролята на непосредствен ескорт на конвоя. Конвоя също се съпровожда от Съединение H. На 27 септември „Евриал“ съвместно с крайцера Hermione, съпровождат самолетоносача Ark Royal, по време на опита му да проведе авиационна атака над флота на противника. По същото време и самите британски кораби са подложение на силни авиационни атаки. В нощта на 28 септември „Евриал“ заедно с крайцерите на Съединение „X“, се отделя от Съединение H, с цел провждане на съдовете в теснините на Туниския пролив към Малта, където корабите пристигат на сутринта. След успешното провеждане на транспортните съдове в Гранд Харбър, бойните кораби отплават от Малта и поемат на запад за съединяване с корабите на Съединение H. В Гибралтар крайцера пристига на 1 октомври в състава на Съединение „W“.
След края на операция „Алебарда“, крайцерът се насочва за Александрия около нос Добра Надежда, със заход на остров Света Елена. Преминавайки Индийския океан и Червено море, крайцерът, на 11 ноември, влиза в състава на 15-та крайцерска ескадра на Средиземноморския флот.

### В Средиземно море
Вече на 18 ноември крайцерът провежда бомбардировка над Бардия съвместно с крайцерите Naiad и Galatea, в качество на поддръжка на войскова операция.
На 24 ноември „Евриал“ влиза в състава на Съединение „B“ заедно с крайцерите Ajax, Galatea, Naiad и Neptune в търсене на вражески конвои плаващи за Бенгази. Даденото съединение се прикрива от Съединение „A“ в състав линкорите Queen Elizabeth, Barham, и Valiant. При завръщането на последното в базата, линкорът Barham е торпилиран и потопен от немската подводница U-331.
На 27 ноември „Евриал“, съвместно с крайцера Naiad и разрушителите Griffin и Hotspur, образува Съединение „C“, което прикрива прехода към Малта на крайцерите Neptune и Ajax и разрушителите Kimberley и Kingston, образовали съединение „K“. На обратния път Съединение „C“ прави набег по крайбрежието на Киренайка. В хода на последвалите въздушни атаки избягва повреди. На 28 ноември корабите се връщат в Александрия.
На 8 декември „Евриал“ в състава на съединението на контраадмирал Филип Виан заедно с крайцерите Naiad, Galatea и разрушителите Griffin и Hotspur осъществява набег над италианските крайбрежни комуникации при Източна Киренайка. На 9 декември корабите извършват обстрел на Дарна, а на 11 декември се връщат в Александрия.

### 1-во сражение в залива Сирт
На 13 декември от британските субмарини постъпва съобщение за излизането от Таранто на три конвоя, за прихващането на които е изпратено Съединение „B“ на контраадмирал Виан, в което освен „Евриал“ влизат крайцерите Naiad, Galatea и 9 разрушителя. На 14 декември Съединението обръща към Александрия, след получаване на съобщенията за отзоваването на италианските конвои, но в нощта на 15 декември съединението се натъква на завесата на вражески подводници, която потопява крайцера Galatea.
На същия ден, 15 декември, „Евриал“ заедно с крайцерите Carlisle и Naiad, разрушителите Decoy, Havock, Hasty, Jervis, Kimberley, Kingston, Kipling и Nizam излиза за съпровождение на снабдителния съд Breconshire плаващ за Малта и за среща на конвоя плаващ от острова. Операцията завършва с първия бой в залива Сирт, на 17 декември с италиански линкори. На 19 декември крайцерът се връща в Александрия, по време на диверсионната атака над порта от италианските човешки торпеда, завършила с тежкото повреждане на линкорите Queen Elizabeth и Valiant.
От 3 януари 1942 г. „Евриал“ участва в провеждането към Малта на десантния съд Glengyle с припаси и извеждане от острова на снабдителния съд Breconshire. Освен него в съединение „B“ влиза крайцера Naiad, разрушителите Foxhound, Gurkha, Kingston, Kipling и Sikh (операция MF.2). На 9 януари корабите благополучно се връщат в Александрия.
От 16 януари крайцерът участва в операция MF.3 – проводка за Малта на 2 конвоя: MW-8A и MW-8B. Крайцерът влиза в състава на Съединение „B“: Dido, Naiad разрушителите Havock, Hotspur, Foxhound, Kelvin и Kipling. На 20 януари Съединение „B“ се връща в Александрия.
От 24 до 28 януари крайцерът заедно със своите два систършипа и разрушители участва в операция MF.4 – проводка от Александрия за Малта на снабдителния съд Breconshire с товари и извеждане от острова на десантния съд Glengyle и транспорта Rowallan Castle. Операцията, независимо от авиационното противодействие, преминава успешно и без загуби.
От 12 февруари крайцерът участва в поредната конвойна операция – MF.5: Тази операция е довеждането на натоварения конвой MW-9 от три съда в Малта и вземане от острова на 4 празни съда във вид на конвоя ME-10. „Евриал“ влиза в състава на съединение „B“: Dido и Naiad, разрушителите Havock, Arrow, Griffin, Hasty, Jaguar, Jervis, Kelvin и Kipling. На 14 февруари корабите на Съединение „B“, срещат конвоя от Малта и му предават своя малтийски на Съединение „K“, връщайки се в Александрия. В същото време, вследствие на тежките въздушни атаки нито един от техните съдове не пристига в Малта.
На 10 март крайцерът, в състава на съединение „B“: крайцерите Dido и Naiad, излиза за безуспешното издирване на италиански конвой плаващ за Триполи. След това издирват и повреден италиански крайцер, също без успех. На 11 март, по време на завръщането в базата, крайцера Naiad недалеч от Салум е торпилиран и потопен от немската подводница U-565.
На 15 март, заедно с крайцера Dido и 6 разрушителя, обстрела остров Родос.

### 2-ро сражение в залива Сирт
На 20 март „Евриал“ участва в превеждането на Малтийския конвой MW-10 при прехода му от Александрия (Операция MG-1) съставлявайки съвместно с крайцерите Cleopatra и Dido Съединение „B“. На 21 март Съединение „B“ се среща с ескорта на конвоя: крайцера Carlisle и разрушителите от типа „Хънт“. На 22 март корабите участват във второто сражение в залива Сирт, против италианския флот, включващ в себе си линкора „Литорио“ и три крайцера. В условията на лошо време крайцерите успяват да задържат врага на разстояние, а след торпедната атака на британските разрушители противникът се оттегля и конвоят е спасен. Конвоят е подложен на силни въздушни атаки и понася загуби. Крайцерите на 28 март се връщат в Александрия, където командващия в боя адмирал Виен получава поздравителна телеграма от премиера за успешните действия в боя с италианския флот.
През април и май крайцерът продължава службата си в Източното Средиземноморие.

### Операция Вигорус
От 13 до 16 юни крайцерът участва в операцията Вигорус.
На 27 юни крайцерът съпровожда линкора Queen Elizabeth, повреден още през декември, плаващ за ремонт от Александрия в САЩ.
На 19 юли „Евриал“ съвместно с крайцера Dido и разрушителите Jervis, Javelin, Pakenham и Paladin излиза в морето за обстрел над вражеските позиции при Марса Матрух.

### Операция Пиедестал
През август крайцерът, заедно с корабите на Средиземноморския флот, е привлечен за отвличащите действия, по време на проводката на конвоя „Пиедестал“ за Малта от Гибралтар. На 10 август заедно с крайцера Arethusa, разрушителите Jervis, Pakenham, Paladin, ескортните миноносци Aldenham, Beaufort, Dulverton, Eridge, Hursley, корветата Hyacinth и спомагателния ескортен кораб Antwerp „Евриал“ отплава от Порт Саид за съпровождение на 3 търговски съда, изобразяващи конвой за източното Средиземноморие. Конвоят получава наименованието MW-12. На 12 август срещат Съединението от крайцерите Cleopatra и Arethusa, разрушителите Javelin, Kelvin, Sikh и Nubian, което е в морето за съпровождение на единичен съд от Хайфа, плаващо за съединение с MW-12 и изпълнили впоследствие отвличащия обстрел над Родос. Конвоят продължава движението си на запад до настъпването на тъмнината. На 13 август конвоя поема обратния курс за Порт Саид, а „Евриал“ на 14 август се връща в Александрия.
През целия септември корабът остава в Александрия, очаквайки реда си, след Dido и Cleopatra, за проверка на валовете на машинната установка, провеждана на всички крайцери от този тип подред в Масава. Огледът и ремонтът са проведени през първата половина на октомври, след което „Евриал“ на 14 октомври се връща в състава на 15-та ескадра крайцери в Александрия.
На 16 ноември крайцерът заедно с разрушителите Javelin, Jervis, Kelvin, Nubian, Pakenham, Paladin и Petard излиза в качеството на ескорт за конвоя MW-13 към Малта (операция Stoneage). На 17 ноември при Александрия разрушителите са заменени от 10-те ескортни миноносеца от типа „Хънт“, по-подходящи за защитата на конвоя в качеството на средства за ПВО. В ранното утро на 18 ноември към конвоя се присъединяват крайцерите Arethusa, Cleopatra, Dido и Orion и 7 разрушителя, оставили конвоя предишния ден. Вечерта на същия ден вражески торпедоносец тежко поврежда с торпедо крайцера Arethusa, след което той поема обратно за Александрия в съпровождение на разрушителя Petard. На 20 ноември „Евриал“ се връща в Александрия с корабите на флота след като MW-13 пристига в Малта.

### В състава на Съединение „K“, Малта
На 25 ноември крайцерът излиза от Александрия в състава на Съединение „K“, което трябва да се базира в Малта. Освен него в Съединението влизат крайцерите Dido, Cleopatra, разрушителите Jervis, Javelin, Kelvin и Nubian.
От 1 декември крайцерът участва в операция Portcullis – проводката за Малта на конвоя MW-14 – последния конвой към Малта от източното Средиземноморие, обусловен от успехите на 8-ма британска армия в Северна Африка.

### В състава на Съединение „Q“, Бон
На 10 декември „Евриал“, заедно с крайцерите Argonaut, Dido и Cleopatra, е пребазиран в Бон, за да състави Съединение „Q“, действащо при бреговете на Северна Африка. На 12 декември заедно с Cleopatra, Dido и 4 разрушителя излиза в морето и на 13 декември участва в боя с конвой от Тунис, потопявайки 3 вражески съда.
В нощта на 22 по 23 януари 1943 г. „Евриал“, заедно с крайцера Cleopatra и разрушителите Jervis, Javelin, Kelvin и Nubian, обстрелва пътищата за отстъпление около Зуара на вражеските ариергарди от Либия. По-късно, обстрелват и самата Зуара.
През февруари крайцерът е пребазиран в източното Средиземноморие. През март заедно с разрушителя Javelin действа против конвои.
В първата половина на април крайцерът се намира на ремонт в Александрия, в хода на който е променено радарното оборудване. Добавен е радар за управление на зенитния огън Type 285 и радара за въздушно наблюдение Type 279 е заменен с Type 281. От 20 до 23 април крайцерът прави преход за Малта. Базирайки се на острова, крайцерът, през май, извършва излизания за прихващане на съдовете за снабдяване на евакуационните средства.

### Действия против Сицилия и Италия
На 5 юни крайцерът, съвместно с разрушителя Troubridge ескортира конвой в Сицилианските проливи.
На 8 юни „Евриал“, съвместно с крайцерите Aurora, Newfoundland, Orion и Penelope с осем разрушителя и три торпедни катера, бомбардира остров Пантелерия. (операция CORKSCREW). След обстрела и бомбардировката от авиацията на съюзниците, е планиран десант, от части на 1-ва британска дивизия. Но в нощта на 10 по 11 юни островът капитулира.
През юли крайцерът е преведен в състава на 10-та крайцерска ескадра. Крайцерът се предполага да се задейства в десанта в Сицилия (операция Husky). На 7 юли той заедно с линкорите Nelson, Rodney, крайцера Cleopatra и осем разрушителя отплава от Оран за прикритие на десанта. На 9 юли корабите се съединяват в залива Сирт с линкорите Warspite, Valiant, самолетоносача Formidable, крайцерите Aurora и Penelope. На 10 юли корабите се разполагат в патрул при нос Пасаро, с цел прихващане на всеки вражески съд. На 11 юли кораба участва в инцидента „приятелски огън“ заедно с крайцера Cleopatra и торпеден катер.
На 14 юли, след завръщането от дозареждане в Малта, действа съвместно с Cleopatra и разрушителите Quail и Quilliam. На 16 юли корабите съпровождат за Малта Cleopatra, който е получава торпедно попадение от подводница.
На 20 юли „Евриал“ е предаден в състава на Съединение „Q“, базирано в Бон, в качеството на помощ за крайцера Sirius. Действа със Съединение „Q“ при поддръжката на военните операции.
На 26 юли крайцерът излиза в морето с линкорите King George V и Howe, самолетоносача Indomitable и крайцера Dido за прикритие на конвойните операции при Сицилия.
На 1 август крайцерът, съвместно с Dido, Sirius и два разрушителя обстрелва Вибо Валентия на западния бряг на Италия, в навечерието на десанта на Съюзниците на материка.
На 16 август бомбардира Скалеа съвместно с крайцера Aurora и разрушителите Jervis и Paladin. На обратния преход към Палермо потопява няколко ферибота на Зибел.
На 27 август е преведен в качеството на флагмански кораб за поддръжката на авионосното съединение „V“ (Task Force 88). В състава на това Съединение отплава заедно с крайцерите Scylla и Charybdis за прикритие на авиационните операции на ескортните самолетоносачи Unicorn, Battler, Attacker, Hunter и Stalker в хода на планирания десант на съюзниците в Салерно (операция Avalanche).
На 9 септември крайцерът осъществява прикритието на авионосните операции с началото на десанта в Салерно. На 12 септември, по времето когато самолетоносачите вземат попълнения в Палермо, крайцерът съвместно с Scylla и Charybdis е насочен към Бизерта. На 13 септември корабите вземат на борда си войски за усилване на десантните сили в Солерно. На 15 септември след свалянето на войските, и трите крайцера се насочват за Алжир. На 16 септември „Евриал“ се връща в Салерно, за да окаже помощ на повредения от планираща бомба линкор Warspite да се добере до Малта. Опитът за буксировка е неуспешен и крайцерът остава заедно с крайцерите Scylla и Delhi, до пристигането на буксир, с цел подсигуряване на зенитното прикритие. На 20 септември „Евриал“ пристига в Малта, след това Съединение „V“ е разформировано, а самолетоносачите се насочват за Великобритания.
На 22 септември крайцерът приема на борда си командващия Средиземноморския флот и прави преход към Таранто за среща с италианците, с цел организиране на разоръжаването на италианския флот. На 29 септември крайцерът е взет от средиземноморските операции за последващ ремонт и е насочен за Великобритания. През октомври, с пристигането му там, е подготвен за последващ ремонт в гражданска корабостроителница и прави преход до Клайд. През ноември влиза в ремонт на стапелите на John Brown shipyard, в Клайдбанк.

### Ремонт
В хода на ремонта, продължил до юни 1944 г., с цел намаляване на теглото в горната част е свалена кула „Q“. Крайцерът е модифициран за действия в качеството на флагмански кораб на ескадра от ескортни самолетоносачи, снабдявайки го с пост за управление на авиацията. Радарите за повърхностно и височинно наблюдение Type 277 и Type 293 заменят радара Type 272.
На 28 юни крайцерът завършва ремонтните работи, влизайки в състава на 10-та крайцерска ескадра на Home Fleet. В началото на юли провежда следремонтните изпитания в залива. На 10 юли излиза за изпитания в морето, след завършването на които преминава в Скапа Флоу за продължаване на бойната служба.
На 19 август в камбуза на крайцера става пожар, за отстраняването на последствията от който преминава в Хамбер за ремонт в гражданска корабостроителница. С края на ремонта, на 20 септември, се връща в Скапа Флоу за продължаване на службата.

### Действия при бреговете на Северна Норвегия
На 14 октомври „Евриал“ действа в Съединение 9, в качеството на ескорт за ескортните самолетоносачи Trumpeter и Fencer с шест разрушителя в хода на авиационните минни поставяния между Sandos и Risto и последващата минна постановка в Aarmumsund Leads (операция Lucidas). На 15 октомври операцията продължава с авиационно миниране в Ramossund и удари по корабоплаването във Fro Havet.
На 14 ноември действа в качеството на ескорт за ескортния самолетоносач Pursuer съвместно с разрушители в удар по корабоплаването около Тронхайм. На 16 ноември пристига в Розайт, с последващо планирано участие в състава на Британския Тихоокеански флот, сформиран в Тринкомале на 22 ноември.

### В състава на Британския Тихоокеански флот
На 16 декември крайцера отплава съвместно с товаро-пътническия съд Rimutaka и разрушителите Ulster и Undine. На борда Rimutaka се намира и негово кралско височество Хенри, Херцог на Глостър, плаващ за Австралия в качеството на неин генерал-губернатор, разрушителите са предназначени за служба в състава на Британския тихоокеански флот. На 21 декември корабите пристигат в Гибралтар, на 25 декември в Малта, на 29 декември в Суец. На 2 януари 1945 г. вече са в Аден. На 5 януари в Коломбо крайцерът оставя съпровождането на Rimutaka и се насочва за Тринкомале за съединение с 4-та крайцерска ескадра.
На 24 януари действа с крайцерите Argonaut, Black Prince и Ceylon, а също самолетоносачите Indomitable, Illustrious и Victorious за нанасяне на удар по нефтопреработващите заводи в Pladjoe, северно от Палембанг (операция Meridian I). Преди и след провеждане на частите от операцията корабите се зареждат в залива Ексмут (Австралия). На 29 януари „Евриал“ продължава в рамките на операция Meridian да подсигурява охраната на тази част от корабите на TF63, които нанасят удари по Soengi-Gerong при Палембанг. На 30 януари корабите се насочват за Сидни. На 2 февруари крайцерът се отбива във Фримантъл и на 11 февруари пристига в Сидни. На 13 февруари крайцера е поставен в док за оглед на подводната част на корпуса.
На 28 февруари крайцерът се насочва за предната база на остров Манус на Адмиралтейските острови, съпровождайки линкора King George V, където корабите пристигат на 7 март.
От 17 до 20 март прави преход заедно с други британски кораби към американската база на Улити, за съвместни действия в състава на 5-ти флот на САЩ.
На 23 март крайцерът отплава от Улити за съпровождане на американските десантни сили на Окинава. Британското съединение започва да се именува по американски маниер TF57. На 26 март крайцерът участва в операция Iceberg – неутрализацията на японските летища на островите Сакишима. На 1 април отразява мощни авиационни атаки. На 9 април заедно с британските кораби се отделя от флота за нанасяне на удари по Фармоза (операция Iceberg Oolong). На 12 април осъществява прикритие по време на атаките над Shinchiku и Matsugama. На 13 април се съединява с американските кораби при островите Сакишима. След това корабите отплават за Лейт.
На 1 май излиза заедно с TF57 за съединение с американските сили за продължаване на ударите по островите Сакишима.
На 4 май се възсъединява с американското Съединение TF58, след дозаправка в зона „Москито“, с цел продължаване на атаките над Сакишима (операция Iceberg Two). След първата серия въздушни атаки, заедно с линкорите King George V, Howe, крайцерите Black Prince, Gambia и Uganda, разрушителите на 25-та флотилия, е пренацелен за обстрел на аеродрумите в Miyako Shima и Nobara. „Евриал“, със 102 mm оръдия, обстрелва аеродрума в Nobara. От 9 май осъществява прикритието на самолетоносачите, осъществяващи атаките на ротационен принцип с американските кораби до 26 май. В този период се отделя с крайцера Black Prince за патрулиране и далечно предупреждение за въздушни атаки на камикадзе. С края на операцията се насочва за Манус.
На 27 май заедно с други кораби образува TF37 след реорганизацията на американските ВМС. След това крайцера прави преход до Сидни за последващ ремонт и обслужване. На 4 юни крайцерът влиза за ремонт в Бризбейн. След края на който, преминава в Сидни с цел последващи атаки над японските сили съвместно с американския флот.
28 юни заедно с корабите на Британския Тихоокеански флот отплава от Сидни. На 6 юли отплава от Манус в рамките на подготовката на предстоящия десант в Япония (операция Olympic). На 17 юли действа в състава на TF37, съвместно с американското TF38 прикривайки авиационните атаки в района Токио– Йокохама, включая и удар по базата на хидроавиацията на езерото Касумигаура. На 27 юли прекрива авиационните удари по Осака и Катори включващи удари по кораби. На 9 август прикрива авиационните удари по северен Хоншу и Хокайдо. На 12 август се насочва за Манус, след като британските танкери свършват горивото. На 15 август е получено съобщението за капитулацията на Япония. На 18 август корабите пристигат в Манус.
На 22 август заедно със самолетоносача Indomitable, ескортния самолетоносач Venerable и крайцера Swiftsure отплава за Лейт. На 27 август със същите кораби и крайцера Black Prince, разрушителите Kempenfelt, Ursa, Whirlwind и Quadrant в състава на съединение 111.2 се насочва за освобождаването на Хонконг, където пристига на 29 август.

### Следвоенна служба
През февруари 1946 г. „Евриал“ се връща във Великобритания, пристигайки в Чатъм и за цяла година е изведен в резерв, заставайки на консервация в Розайт.
През януари 1948 г. „Евриал“ след разконсервация се присъединява към 1-ва крайцерска ескадра в Средиземно море, където заменя крайцера Ajax и взема участие в палестинските патрули, и участва в евакуацията на британския Върховен комисар от Хайфа.
През май 1950 г. той се връща в Плимът, за да набере нов екипаж, и по-късно се връща в състава на 1-ва крайцерска ескадра в Малта. През април 1951 г., той отплава за Персийския залив, освобождавайки крайцера Мавриций за служба в състава на Източноиндийската ескадра. През май той пристига в Бахрейн. През юни крайцерът се връща в Малта, след като е заменен от разрушителите Armada, Saintes, Vigo и Gravelines.
През юли отново отплава за Персийския залив през Суецкия канал, правейки само една спирка, за да вземе по пътя си Ланкаширски стрелци и пристига в Абадан на 21 юли.
В състава на Средиземноморския флот крайцерът остава до лятото на 1952 г. През август 1952 г. „Евриал“ е изваден от строй, но почти веднага е върнат в състава на 1-ва крайцерска ескадра. И вече през април 1953 г. крайцерът е преведен в Южния Атлантик, в състава на 6-та крайцерска ескадра, базирана в Саймънстаун, в качеството на флагмански кораб. На 9 януари 1954 г. е поставен в Selborne в сух док за ремонт, в хода на който на него са заменени и винтовете.
През септември 1954 г. крайцерът се насочва за Великобритания, пристигайки там на 19 септември в Девънпорт. През ноември същата година там е преведен в състава на резервния флот, където е до октомври 1958 г., когато е проддеан за скрап на BISCO. На 18 юли 1959 г. „Евриал“ е отбуксиран в Блит (Blyth) за разкомплектоване от Hughes Bolckow.

## Коментари
1. ↑  Всички данни са към момента на влизане в строй.